# Avelgem
Avelgem è un comune belga di 10 406 abitanti, situato nella provincia fiamminga delle Fiandre Occidentali.